# Tomás Barrios Vera
Marcelo Tomás Barrios Vera (* 10. prosince 1997 Chillán) je chilský profesionální tenista. Ve své dosavadní kariéře na okruhu ATP Tour vyhrál jeden deblový turnaj. Na challengerech ATP a okruhu ITF získal jedenáct titulů ve dvouhře a pět ve čtyřhře.
Na žebříčku ATP byl ve dvouhře nejvýše klasifikován v lednu 2024 na 93. místě a ve čtyřhře v únoru 2022 na 217. místě. Trénuje ho Guillermo Gómez.
V chilském daviscupovém týmu debutoval v roce 2017 úvodním kolem 1. skupiny Americké zóny proti Dominikánské republice, v němž vyhrál dvouhru nad Josém Olivaresem. Chilane zvítězili 5–0 na zápasy. Do září 2025 v soutěži nastoupil k patnácti mezistátním utkáním s bilancí 1–3 ve dvouhře a 4–10 ve čtyřhře.
Chile reprezentoval na odložených Letních olympijských hrách 2020 v Tokiu. Jako jediný Chilan ve dvouhře podlehl v úvodu Francouzi Jérémymu Chardymu. Zúčastnil se také pařížských Her XXXIII. olympiády, na nichž mu časnou porážku v singlu přivodil Argentinec Francisco Cerúndolo. Na Panamerických hrách 2019 v Limě vybojoval stříbrnou medaili ve dvouhře. Z dalšího ročníku 2023 v Santiagu si odvezl stříbrné kovy z dvouhry a čtyřhry po boku Alejandra Tabila.

## Tenisová kariéra
Se záměrem rozvinout tenisovou kariéru se ve čtrnácti letech přestěhoval z rodného Chillánu do Concepciónu a o tři roky později se začal připravovat v chilské metropoli Santiagu. V hlavní soutěži okruhu ATP Tour debutoval na obnoveném Chile Open 2020 v Santiagu, kde jako 300. hráč žebříčku obdržel divokou kartu. Po výhře nad španělským kvalifikantem Carlosem Tabernerem jej vyřadil šestý nasazený Bolivijec Hugo Dellien. V santiagské čtyřhře startovali s krajanem Alejandrem Tabilem rovněž na divokou kartu. V semifinále je zastavili pozdější španělští vítězové Roberto Carballés Baena s Alejandrem Davidovichem Fokinou.

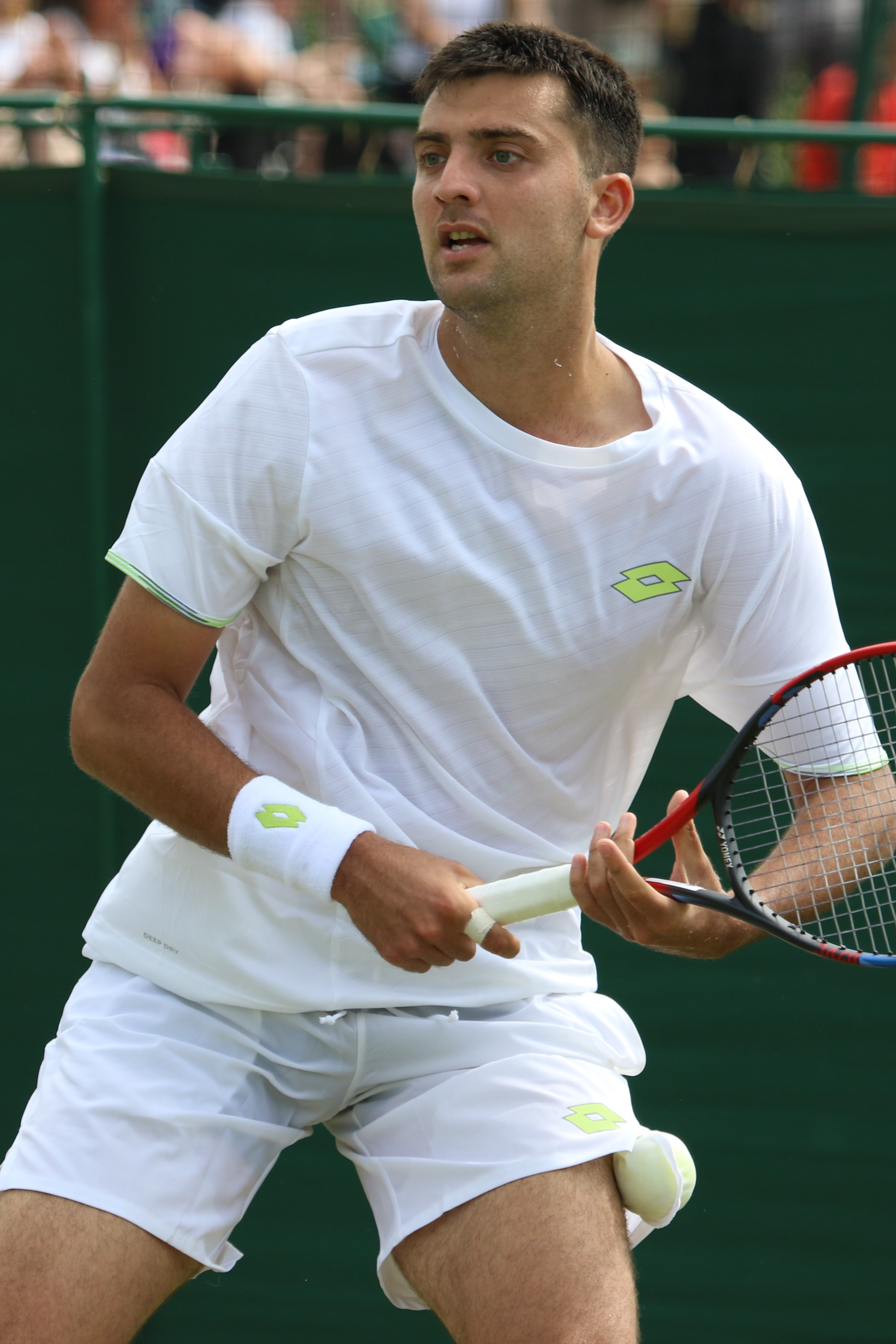
V kvalifikaci Wimbledonu 2023

Do grandslamové dvouhry poprvé zasáhl ve Wimbledonu 2021 po zvládnuté tříkolové kvalifikaci. V jejím závěru přehrál nejvýše nasazeného Poláka Kamila Majchrzaka. V úvodu wimbledonského singlu však nenašel recept na 35letého Jihoafričana Kevina Andersona z počátku druhé stovky žebříčku, přestože získal úvodní set. Po vyřazení z dvouhry Australian Open 2022 od spolukvalifikanta Tara Daniela dosáhl první grandslamové výhry ve Wimbledonu 2023, kde opět zvládl nástrahy kvalifikačního síta. Do londýnského majoru vstoupil vítězstvím nad argentinským členem světové padesátky Sebastiánem Báezem, ale ve druhé fázi mu stopku vystavil 123. muž klasifikace David Goffin z Belgie.
Na antukovém Córdoba Open 2023 se – přes Kolumbijce Daniela Elahiho Galána a osmého nasazeného Španěla Bernabého Zapatu Mirallese –, probojoval do prvního čtvrtfinále ATP. V něm po třísetovém průběhu prohrál s pozdějším šampionem Sebastiánem Báezem z konce světové padesátky. První trofej na okruhu ATP vyhrál ve čtyřhře antukového Chile Open 2024. S Tabilem ve finále zdolali brazilsko-chilský pár Orlando Luz a Matías Soto po dvousetovém průběhu. Jako pár z turnaje odjížděli s kariérní bilancí zápasů 14–9, když navázali na semifinálové účasti v ročnících 2020 a 2023. Na deblovém žebříčku se po skončení, 4. března 2024, posunul ze 735. na 255. místo.

## Finále na okruhu ATP Tour

### Čtyřhra: 1 (1–0)
| Legenda                   |
| ------------------------- |
| Grand Slam (0)            |
| Turnaj mistrů (0)         |
| ATP Tour Masters 1000 (0) |
| ATP Tour 500 (0)          |
| ATP Tour 250 (1–0)        |

| Stav  | č. | datum       | turnaj          | kategorie | povrch | spoluhráč        | soupeři ve finále       | výsledek |
| ----- | -- | ----------- | --------------- | --------- | ------ | ---------------- | ----------------------- | -------- |
| Vítěz | 1. | březen 2024 | Santiago, Chile | ATP 250   | antuka | Alejandro Tabilo | Orlando Luz Matías Soto | 6–2, 6–4 |

## Tituly na challengerech ATP a okruhu ITF
| Legenda                  |
| ------------------------ |
| D – dvouhra; Č – čtyřhra |
| Challengery (4 D; 1 Č)   |
| ITF (7 D; 4 Č)           |

### Dvouhra (11 titulů)
| Č. | datum         | turnaj                     | okruh             | povrch | poražený finalista    | výsledek            |
| -- | ------------- | -------------------------- | ----------------- | ------ | --------------------- | ------------------- |
| 1. | květen 2016   | Pachuca, Mexiko            | Futures           | tvrdý  | Darian King           | 6–1, 7–6 (7–3)      |
| 2. | řijen 2016    | Valledupar, Kolumbie       | Futures           | tvrdý  | Daniel Elahi Galán    | 4–6, 6–3, 7–6 (7–5) |
| 3. | prosinec 2017 | Antofagasta, Chile         | Futures           | antuka | Alejandro Tabilo      | 5–7, 7–6 (7–5), 6–2 |
| 4. | leden 2018    | Weston, Spojené státy      | Futures           | antuka | Frederico Gil         | 6–2, 6–0            |
| 5. | duben 2018    | Orange Park, Spojené státy | Futures           | antuka | Noah Rubin            | 6–4, 6–3            |
| 6. | srpen 2019    | Portoviejo, Ekvádor        | World Tennis Tour | antuka | Juan Pablo Ficovich   | 6–2, 6–0            |
| 7. | únor 2020     | Lima, Peru                 | World Tennis Tour | antuka | Carlos Gómez-Herrera  | 6–2, 6–2            |
| 1. | srpen 2021    | Meerbusch, Německo         | Challenger        | antuka | Juan Manuel Cerúndolo | 7–6(9–7), 6–3       |
| 2. | duben 2023    | San Luis Potosí, Mexiko    | Challenger        | antuka | Dominik Koepfer       | 7–6(8–6), 7–5       |
| 3. | duben 2023    | Florianópolis, Brazílie    | Challenger        | antuka | Alejandro Tabilo      | 6–4, 6–4            |
| 4. | červenec 2024 | Amersfoort, Nizozemsko     | Challenger        | antuka | Alexej Zacharov       | 6–2, 6–1            |

### Čtyřhra (5 titulů)
| Č. | datum         | turnaj              | okruh             | povrch | spoluhráč            | poražení finalisté                                    | výsledek               |
| -- | ------------- | ------------------- | ----------------- | ------ | -------------------- | ----------------------------------------------------- | ---------------------- |
| 1. | prosinec 2015 | Chile Osorno, Chile | Futures           | antuka | Jorge Montero        | Guillermo Rivera Aránguiz Cristóbal Saavedra Corvalán | 6–4, 6–1               |
| 2. | prosinec 2016 | Chile Talca, Chile  | Futures           | antuka | Jorge Montero        | Gabriel Alejandro Hidalgo Federico Moreno             | 6–4, 6–3               |
| 1. | březen 2017   | Santiago, Chile     | Challenger        | antuka | Nicolás Jarry        | Máximo González Andrés Molteni                        | 6–4, 6–3               |
| 3. | březen 2017   | Heráklion, Řecko    | Futures           | tvrdý  | Benjamin Bonzi       | Jaraslav Šyla Dzmitryj Žyrmont                        | 4–6, 7–6 (7–5), [10–7] |
| 4. | únor 2020     | Lima, Peru          | World Tennis Tour | antuka | Carlos Gómez-Herrera | Nicolás Alberto Arreche Jorge Panta                   | 7–5, 6–2               |